# Pfarrkirche Kaiserebersdorf

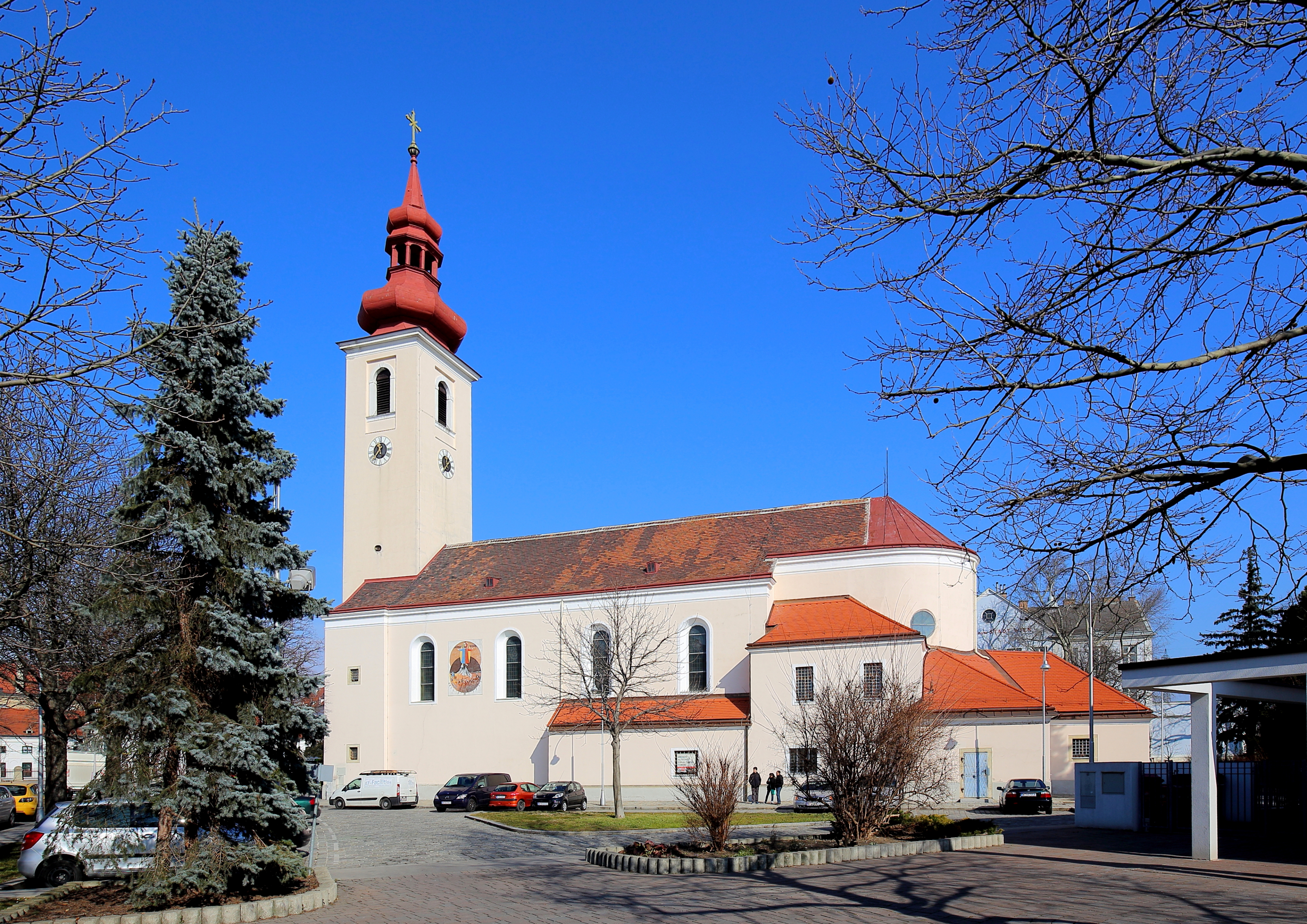
Pfarrkirche Kaiserebersdorf

Die Pfarrkirche Kaiserebersdorf ist eine römisch-katholische Pfarrkirche im Ortszentrum von Kaiserebersdorf im 11. Wiener Gemeindebezirk Simmering. Die Pfarre liegt im Stadtdekanat 11 des zur Erzdiözese Wien gehörenden Vikariates Wien Stadt der Erzdiözese Wien. Sie ist den Heiligen Petrus und Paulus geweiht. Das Bauwerk steht unter Denkmalschutz (Listeneintrag).

## Lagebeschreibung
Die Kirche steht auf dem Münnichplatz gegenüber dem Schloss Kaiserebersdorf im alten Ortskern von Kaiserebersdorf in Wien-Simmering.

## Geschichte
Die Kirche ist eine Stiftung der Herren von Himberg (später Herren von Ebersdorf) vom Ende des 12. Jahrhunderts. Die Pfarre wurde vermutlich Anfang des 14. Jahrhunderts begründet und wird 1353 erstmals urkundlich erwähnt. Die Kirchlehen waren bis 1604 in Besitz der Herren von Ebersdorf und wurden danach landesfürstlich verwaltet. Seit der Übertragung des Gnadenbildes „Maria am Baum“ von der Ebersdorfer Wiese in die Kirche im Jahr 1746 ist die Pfarrkirche gleichzeitig ein Marienwallfahrtsort.
Die frühbarocke Kirche wurde im ersten Drittel des 17. Jahrhunderts über einem gotischen Vorgängerbau mit Wehrturm im Nordwesten errichtet. Nach den Türkenbelagerungen in den Jahren 1529 und 1683 wurde die Kirche wieder instand gesetzt. 1696 erfolgten Sanierungsmaßnahmen am Kirchturm. 1747 wurde der Kirchenbau und die Oratoriumsanbauten an einer Symmetrieachse orientiert. Die Umbauarbeiten erfolgten unter der Bauleitung von Matthias Gerl. Im ersten Viertel des 19. Jahrhunderts wurden im Südosten Anbauten errichtet und die Fenster des Chores versetzt. Die südwestlichen Anbauten wurden im Zweiten Weltkrieg 1944 zerstört und nach dem Krieg wieder aufgebaut. Restaurierungen erfolgten in den Jahren 1901, 1903, 1925, 1936/37, 1949/50, 1965/66.

## Baubeschreibung

### Äußeres

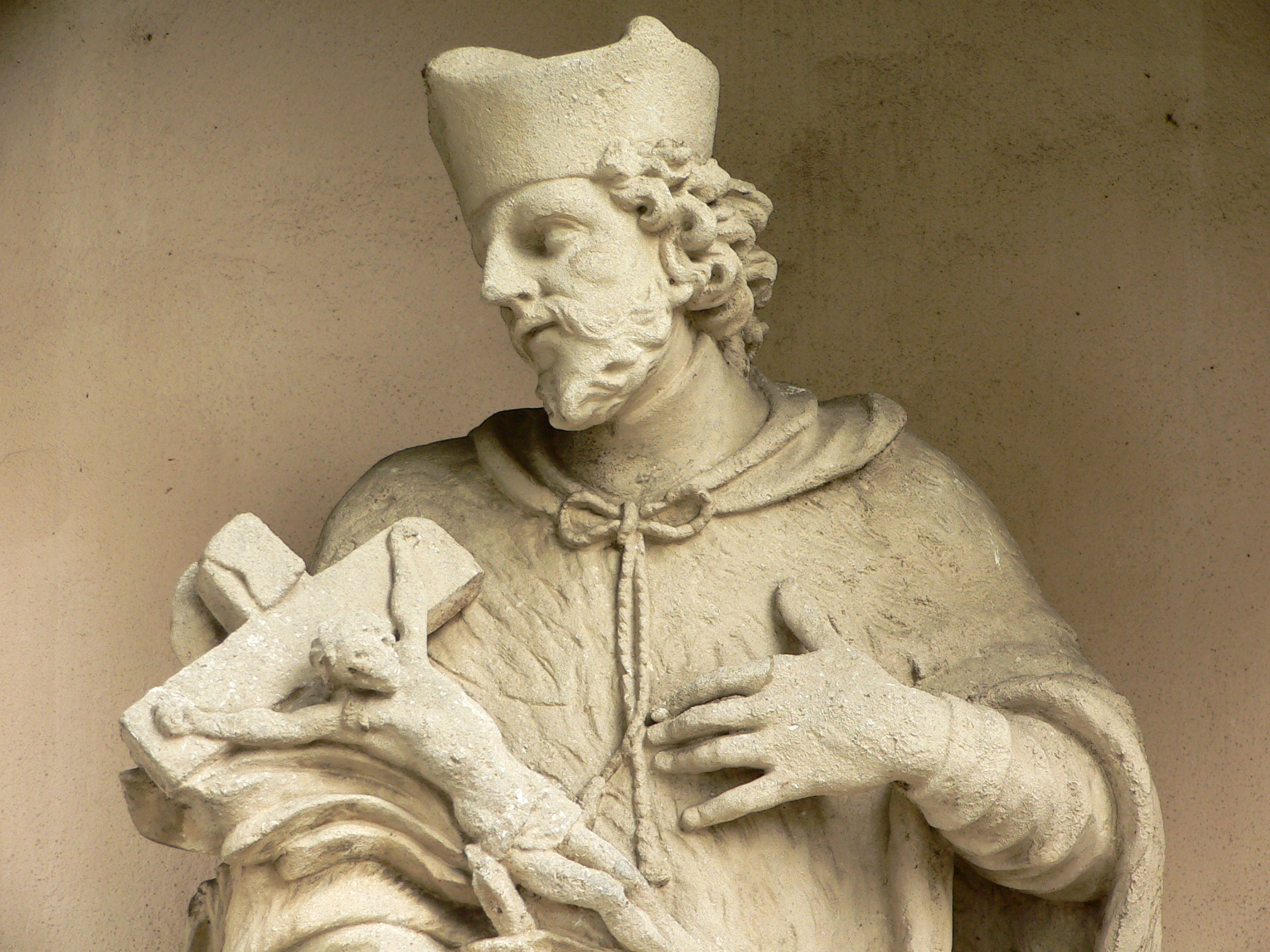
Detail der Johannes-Nepomuk-Statue vor der nördlichen Seitenfront

Die Kirche ist ein frühbarocker Saalbau mit markantem Fassadenturm. Das Äußere ist durch einen ungegliederten Baukörper geprägt, wie es im frühesten Barock, Anfang des 17. Jahrhunderts üblich war. Das Langhaus ist schmal, mit einem seitlich leicht vortretenden Fassadenbau. Der Chor mit Apsis und das Langschiff sind unter einem einheitlichen flachen Walmdach, wobei der Chor von Außen höher ist, als das Langhaus. Die Anbauten sind symmetrisch und mit einem Walm- bzw. Pultdach gedeckt. Die Anbauten seitlich des Chorjoches sind zweigeschoßig. In ihnen sind Treppenhäuser und Oratorien bzw. eine Kapelle untergebracht. An das Ende des Chorjoches schließt ein eingeschoßiger Anbau an, der heute als Sakristei bzw. Engelskapelle genutzt wird. Beidseitig des südöstlichsten Langhausjoches ist eine gangartige Erweiterung. Die Fenster und Türen sind durch steinerne Fenster- und Türgewände sowie Traufgesimse sparsam akzentuiert.
Die Fassade im Nordwesten wird durch den markant vortretenden hohen Mittelturm beherrscht. In der Mitte der Fassade ist ein barockes Rechteckportal mit Ornamentfries von 1901 eingelassen. Über dem Portal steht eine Madonnenstatue in einer Rundbogennische. Seitlich des Kirchturms stehen Figuren der hll. Petrus und Paulus. Alle Statuen stammen aus dem letzten Viertel des 17. Jahrhunderts. Vor der nördlichen Seitenfront steht eine Statue des heiligen Johannes Nepomuk aus dem zweiten Viertel des 18. Jahrhunderts.
Die rundbogigen Schallfenster am Kirchturm liegen in rechteckigen Nischen. Darüber ist ein barocker Zwiebelhelm aus dem 17. Jahrhundert. Am Dachboden kann man im Bereich der Choranbauten noch drei vermauerte Segmentbogenfenster des frühbarocken Chores erkennen. Die Eisentüre in die Choranbauten stammt vom Anfang des 19. Jahrhunderts.

### Inneres

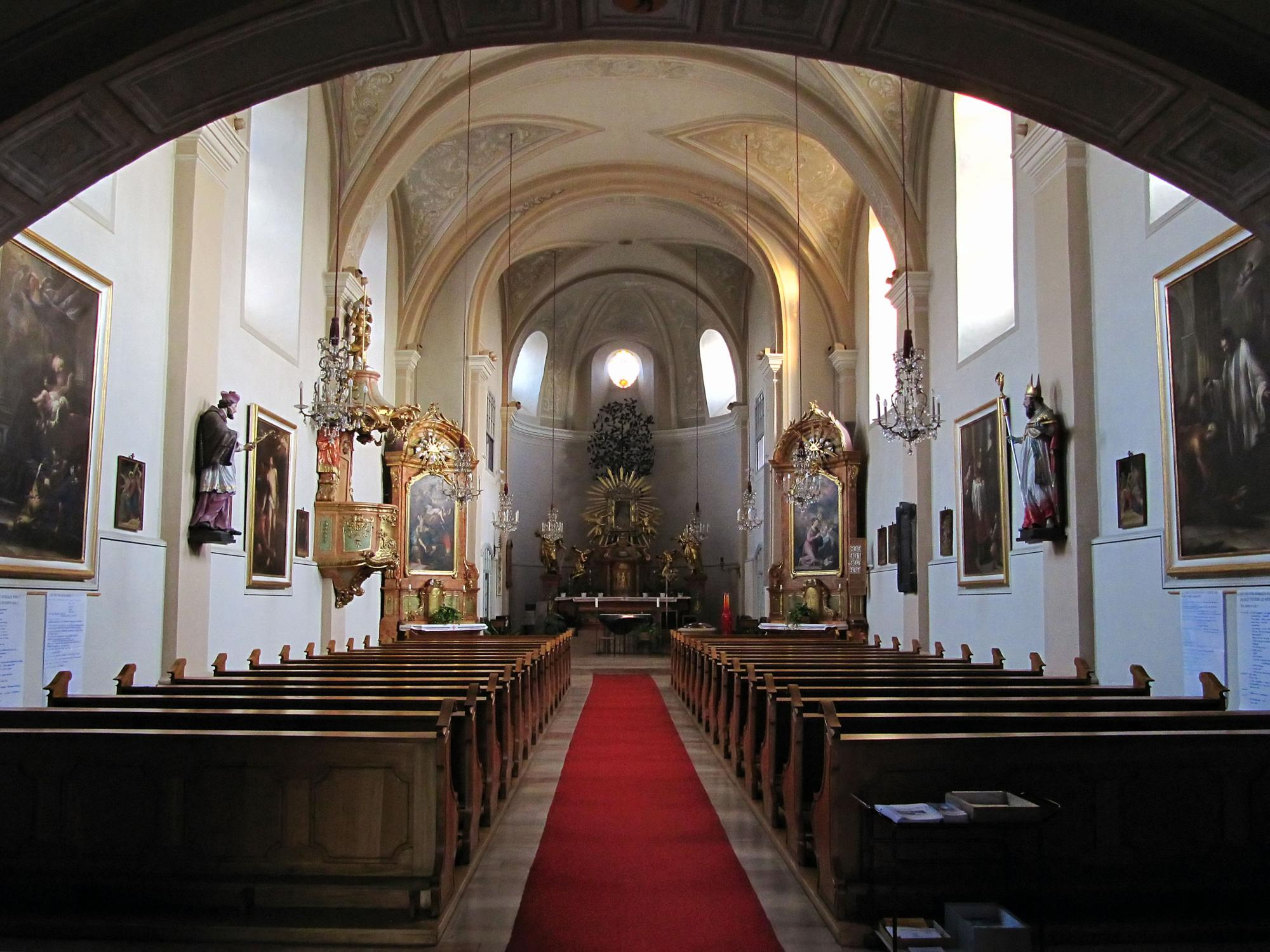
Blick Richtung Hochaltar

Im Inneren ist die Kirche ein Saalraum, bestehend aus vier querrechteckigen Jochen, die durch Pilaster und Gurtbögen getrennt sind. Dazwischen ist Tonnengewölbe mit tiefen Stichkappen. Die Empore, die auf Wandpilastern ruht, ist, wie das Langhaus tonnengewölbt mit Stichkappen. Der einjochige Chor ist eingezogen und genauso gewölbt, wie das Kirchenschiff. Der Chor ist zu den seitlichen Kapellen durch breite Segmentbogenöffnungen mit Holz-Glastüren geöffnet Darüber sind die geschwungenen Oratoriumsfenster. Die Apsis ist halbrund geschlossen. In der Gewölbefußzone befinden sich ein Gesims und Rundbogenfenster aus der Zeit um 1800. Die nordöstliche Kapelle ist kreuzgratgewölbt, das von Wandpfeilern getragen wird. Im Gewölbe sind Stuckleisten aus dem ersten Viertel des 17. Jahrhunderts zu sehen. der im Südosten vortretende mittige Choranbau ist die sogenannte „Engelskapelle“. Diese ist platzlgewölbt mit seitlichen Gurtbögen. Dieses entstand in der Zeit um 1800. Die einzelnen Geschoße des Kirchturmes sind stichkappengewölbt. In den rechten Flanken des Turmes befinden sich in zwei Geschoßen kleine Rundkapellen aus der Spätrenaissance. Diese weisen kuppelartige Gewölbe in Form von aneinandergereihten Stichkappen auf. Dieser werden durch Bänder unterteilt. Genauso wie das Renaissanceziegelpflaster in Wabenform stammen sie vom Ende des 16. bzw. Anfang des 17. Jahrhunderts. Die linke Rundtreppe im Turm besteht aus einer spätbarocken Holzspindeltreppe aus der Mitte des 18. Jahrhunderts.
Das Kircheninnere ist an den Gurtbögen und Stichkappen in Langhaus und Chor durch einheitliche Neorokoko-Dekoration ausgemalt. Die Glasfenster im Chor und in der Engelskapelle entstanden im Jahr 1965. Eine Scheibe im Chor zeigt die Taube des Heiligen Geistes.

## Ausstattung

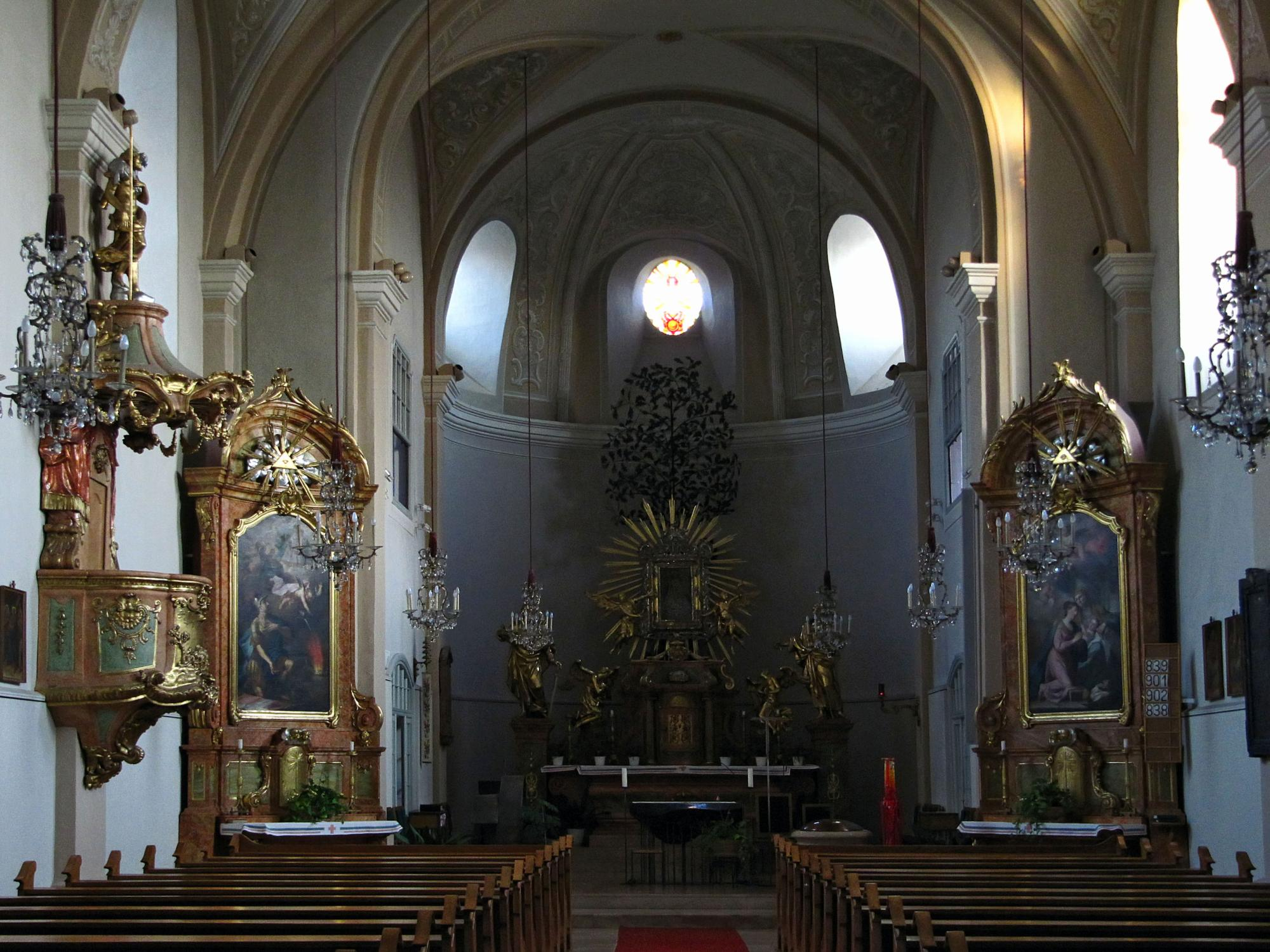
Hochaltar, Seitenaltäre und Hängekanzel

Der Hochaltar von 1746 wurde 1821 verändert. Auf der spätbarocken, geschwungenen Mensa steht ein Rundtabernakel mit seitlichen Säulen und Volutenaufsatz. Darüber befindet sich das Gnadenbild „Maria am Baume“, das eine Kopie nach der Marienstatue in der Wallfahrtskirche in Dorfen (Bayern) ist. Es stammt wahrscheinlich aus dem 17. Jahrhundert und wurde Mitte des 18. Jahrhunderts übermalt. Das Bild ist mit reichem Perlen- und Steinbesatz verziert und durch einen reich verzierten Rocaillerahmen gerahmt. Seitlich des Tabernakels sowie des Gnadenbildes befinden sich jeweils spätbarocke Engelsfiguren. Hinter dem Altar befindet sich der Rest des Originalbaumstammes, an dem das Bild zuvor hing. Darüber ist eine schmiedeeiserne Blätterkrone, die den Altar überragt. Die seitlich hinzugefügten hohen Podeste mit Figuren der Heiligen Petrus und Paulus stammen von 1821. Die Figuren entstanden aber bereits 1746.
Die beiden frühjosephinistischen Seitenaltäre sind identisch im Aufbau und stammen aus dem dritten Viertel des 18. Jahrhunderts. Es handelt sich bei den Altären um volutengerahmte Wandaltäre mit lorbeerbekröntem Rundgiebel. Im Bogenfeld ist ein Auge Gottes im Strahlenkranz dargestellt. Die Altarbilder entstanden gleichzeitig, wurden jedoch von unterschiedlichen Künstlern geschaffen. Am linken Altar ist der heilige Florian mit einem feuerlöschenden Engel, unter Patronanz des Gnadenbildes, dargestellt. Das rechte Altarbild zeigt eine Darstellung der heiligen Anna mit ihrer Tochter Maria und dem Jesuskind.
Die Hängekanzel mit reichem Rocaille- und Girlandendekor wurde in den Jahren 1747 bis 1749 von Joseph Pliemb gefertigt. Auf dem Kanzelkorb ist „Jesus als Guter Hirte“ in Form eines Reliefs dargestellt.
In der Kirche stehen Figuren des heiligen Johannes Nepomuk aus der Mitte des 18. Jahrhunderts, sowie des heiligen Nikolaus, des heiligen Antonius, des heiligen Josefs und Jesus Christus vom Ende des 19. bzw. Anfang des 20. Jahrhunderts. In der unteren Renaissancekapelle steht außerdem eine Kreuzigungsgruppe vom Ende des 19. Jahrhunderts. Im Kirchenschiff hängt ein Bild das die „Darbringung im Tempel“ zeigt. Es entstand um 1600 in Oberitalien. Drei weitere Gemälde von Peter Strudel vom Ende des 17./Anfang des 18. Jahrhunderts zeigen den heiligen Franz Xaver, den heiligen Sebastian und den heiligen Antonius. In den Nebenräumen hängt ein Bild des „Schmerzensmannes“ nach Guido Reni aus der Mitte des 18. Jahrhunderts, eine „Schmerzensreiche Muttergottes“ aus dem dritten Drittel des 18. Jahrhunderts und eine Herz Jesu-Darstellung aus der Mitte des 19. Jahrhunderts.
Das barocke Taufbecken besteht aus einer Muschelschale, die auf einem gedrungenen Balusterfuß aus dem 17. Jahrhundert steht. Die kleine Figurengruppe aus dem 18. Jahrhundert zeigt die Taufe Christi.
In der Kapelle links des Chores steht ein Sakristeischrank mit Rocaille-Ornamentik aus der Mitte des 18. Jahrhunderts. In der oberen Reinaissancekapelle steht ein Intarsienschrank aus dem ersten Drittel des 18. Jahrhunderts.

## Orgel
Das Werk und Gehäuse der Orgel stammen aus dem ersten Viertel des 18. Jahrhunderts. Es ist durch girlandenhaltende Putten verziert.
Ursprünglich als zweimanualiges Werk errichtet, war ihr Spieltisch direkt mit dem Positiv verbunden. In den Jahren 1875 und 1876 baute sie Franz Ullmann um; zu einem unbekannten Zeitpunkt wurde das Positiv stillgelegt, dessen Gehäuse mit Windlade, Pfeifenstöcken und Prospekt erhalten blieb. Ab 1922 betreute die Firma Kauffmann das Instrument, bis es in den Jahren 1970 und 1971 Hans IV. Kauffmann einem Umbau, der auch eine Generalreparatur umfasste, unterzog. In diesem Zusammenhang erweiterte er das Pedalwerk auf drei Register und vergrößerte dessen Umfang auf 27 Töne. Außerdem reaktivierte er das Positiv mit vier neuen Registern und veränderte die Disposition im Hauptwerk. 1995 führte Andreas Kaltenbrunner eine Restaurierung durch, wobei die Orgel neben anderen Umbauten neue Prospektpfeifen erhielt. Seither umfasst sie 14 Register auf zwei Manualen und Pedal.

## Gemeindeleben
Die Pfarre Kaiserebersdorf gehört zum Entwicklungsraum Simmering Ost des Stadtdekanates 11. In der Pfarre befindet sich eine Le+O-Ausgabestelle der Caritas Wien. Dabei werden an von Armut gefährdete Personen Lebensmittel ausgegeben.